# Ovariole

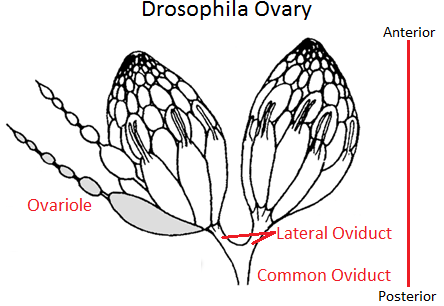
Ovaires et ovarioles chez la drosophile

Une ovariole est un filament en forme de tube qui comprend une succession d'ovocytes (ovules) à différents stades de développement. Les ovarioles composent les ovaires.  On distingue deux types majeurs d'ovarioles selon les nutriments acquis :
- Ovariole méroïstique : cellules nourricières ou trophocytes présentes à l'intérieur de l'ovariole.
- Ovariole panoïstique : absence de cellules nourricières spécialisées, type d'ovariole ancestral.